# Spelartrupper under herrarnas ICC T20-VM 2022
Spelartrupper under herrarnas ICC T20-VM 2022 är trupper under det åttonde Twenty20 cricketvärldsmästerskapet för herrar, arrangerat av International Cricket Council. Turneringen spelas i Australien från 16 oktober till 13 november 2022. Varje lag valde en spelartrupp på 15 man innan den 10 oktober 2022.

## Afghanistan
Afghanistan meddelade sin trupp den 15 september 2022.
Förbundskapten:  Jonathan Trott
| Nr            | Spelare                 | Födelsedatum              | Slagarm | Bowlingstil                    | Inhemskt lag        |
| ------------- | ----------------------- | ------------------------- | ------- | ------------------------------ | ------------------- |
| 7             | Mohammad Nabi (k)       | 1 januari 1985 (37 år)    | Höger   | Högerarmat off-spin            | Kabul Eagles        |
| 1             | Najibullah Zadran (vk)  | 28 februari 1993 (29 år)  | Vänster | Högerarmat off-spin            | Speenghar Tigers    |
| 56            | Fareed Ahmad            | 10 augusti 1994 (28 år)   | Vänster | Vänsterarmat fast-medium       | Speenghar Tigers    |
| 32            | Qais Ahmad              | 15 augusti 2000 (22 år)   | Höger   | Högerarmat leg spin            | Kabul Eagles        |
| 5             | Fazalhaq Farooqi        | 22 september 2000 (22 år) | Höger   | Vänsterarmat fast-medium       | Boost Defenders     |
| 87            | Usman Ghani             | 20 november 1996 (25 år)  | Höger   | Högerarmat medium              | Speenghar Tigers    |
| 21            | Rahmanullah Gurbaz (wk) | 28 november 2001 (20 år)  | Höger   | –                              | Kabul Eagles        |
| 19            | Rashid Khan             | 20 september 1998 (24 år) | Höger   | Högerarmat leg break           | Band-e-Amir Dragons |
| 77            | Azmatullah Omarzai      | 24 mars 2000 (22 år)      | Höger   | Högerarmat medium-fast         | Kabul Eagles        |
| 46            | Darwish Rasooli         | 12 december 1999 (22 år)  | Höger   | Högerarmat off-spin            | Amo Sharks          |
| 68            | Mohammad Saleem         | 9 september 2002 (20 år)  | Höger   | Högerarmat snabbt              | Boost Defenders     |
| 78            | Naveen-ul-Haq           | 23 september 1999 (23 år) | Höger   | Högerarmat medium-fast         | Kabul Eagles        |
| 88            | Mujeeb Ur Rahman        | 28 mars 2001 (21 år)      | Höger   | Högerarmat off-spin            | Hindukush Stars     |
| 18            | Ibrahim Zadran          | 12 december 2001 (20 år)  | Höger   | Högerarmat medium-fast         | Kabul Eagles        |
| 3             | Hazratullah Zazai       | 23 mars 1998 (24 år)      | Vänster | Långsamt vänsterarmat ortodoxt | Hindukush Stars     |
| Reservspelare |                         |                           |         |                                |                     |
| 17            | Sharafuddin Ashraf      | 10 januari 1995 (27 år)   | Höger   | Långsamt vänsterarmat ortodoxt | Speenghar Tigers    |
| 14            | Gulbadin Naib           | 16 mars 1991 (31 år)      | Höger   | Högerarmat fast-medium         | Mis Ainak Knights   |
| 8             | Rahmat Shah             | 6 juli 1993 (29 år)       | Höger   | Högerarmat leg break           | Pamir Zalmi         |
| 78            | Afsar Zazai             | 10 augusti 1993 (29 år)   | Höger   | —                              | Boost Defenders     |

## Australien
Australien meddelade sin trupp den 1 september 2022.
Förbundskapten:  Andrew McDonald
| Nr | Spelare           | Födelsedatum             | Slagarm | Bowlingstil                    | Inhemskt lag        |
| -- | ----------------- | ------------------------ | ------- | ------------------------------ | ------------------- |
| 5  | Aaron Finch (k)   | 17 november 1986 (35 år) | Höger   | Långsamt vänsterarmat ortodoxt | Melbourne Renegades |
| 30 | Pat Cummins (vk)  | 8 maj 1993 (29 år)       | Höger   | Snabbt högerarmat              | —                   |
| 46 | Ashton Agar       | 14 oktober 1993 (29 år)  | Vänster | Långsamt vänsterarmat ortodoxt | Perth Scorchers     |
| 85 | Tim David         | 16 mars 1996 (26 år)     | Höger   | Högerarmat off-spin            | Hobart Hurricanes   |
| 38 | Josh Hazlewood    | 8 januari 1991 (31 år)   | Vänster | Högerarmat fast-medium         | —                   |
| 48 | Josh Inglis (wk)  | 4 mars 1995 (27 år)      | Höger   | —                              | Perth Scorchers     |
| 8  | Mitchell Marsh    | 20 oktober 1991 (30 år)  | Höger   | Högerarmat fast-medium         | Perth Scorchers     |
| 32 | Glenn Maxwell     | 14 oktober 1988 (34 år)  | Höger   | Högerarmat off-spin            | Melbourne Stars     |
| 55 | Kane Richardson   | 12 februari 1991 (31 år) | Höger   | Högerarmat fast-medium         | Melbourne Renegades |
| 49 | Steve Smith       | 2 juni 1989 (33 år)      | Höger   | Högerarmat leg break           | Sydney Sixers       |
| 56 | Mitchell Starc    | 30 januari 1990 (32 år)  | Vänster | Snabbt vänsterarmat            | Sydney Sixers       |
| 17 | Marcus Stoinis    | 16 augusti 1989 (33 år)  | Höger   | Högerarmat medium-fast         | Melbourne Stars     |
| 13 | Matthew Wade (wk) | 26 december 1987 (34 år) | Vänster | Vänsterarmat medium-fast       | Hobart Hurricanes   |
| 31 | David Warner      | 27 oktober 1986 (35 år)  | Vänster | Högerarmat leg break           | Sydney Thunder      |
| 88 | Adam Zampa        | 31 mars 1992 (30 år)     | Höger   | Högerarmat leg break           | Melbourne Stars     |

## Bangladesh
Bangladesh meddelade sin trupp den 14 september 2022.
Förbundskapten:  Russell Domingo
| Nr            | Spelare               | Födelsedatum              | Slagarm | Bowlingstil                    | Inhemskt lag           |
| ------------- | --------------------- | ------------------------- | ------- | ------------------------------ | ---------------------- |
| 75            | Shakib Al Hasan (k)   | 24 mars 1987 (35 år)      | Vänster | Långsamt vänsterarmat ortodoxt | Fortune Barishal       |
| 10            | Nasum Ahmed           | 5 december 1994 (27 år)   | Vänster | Vänsterarmat ortodoxt          | Chattogram Challengers |
| 3             | Taskin Ahmed          | 3 april 1995 (27 år)      | Vänster | Högerarmat snabbt              | Sylhet Sunrisers       |
| 20            | Yasir Ali             | 6 mars 1996 (26 år)       | Höger   | Högerarmat off-spin            | Khulna Tigers          |
| 16            | Litton Das (wk)       | 13 oktober 1994 (28 år)   | Höger   | —                              | Comilla Victorians     |
| 53            | Mehidy Hasan          | 25 oktober 1997 (24 år)   | Höger   | Högerarmat off-spin            | Chattogram Challengers |
| 18            | Nurul Hasan (wk)      | 21 november 1990 (31 år)  | Höger   | Högerarmat off-spin            | Fortune Barishal       |
| 88            | Afif Hossain          | 22 september 1999 (23 år) | Vänster | Högerarmat off-spin            | Chattogram Challengers |
| 58            | Ebadot Hossain        | 7 januari 1994 (28 år)    | Höger   | Högerarmat fast-medium         | Minister Dhaka         |
| 32            | Mosaddek Hossain      | 10 december 1995 (26 år)  | Höger   | Högerarmat off-spin            | Sylhet Sunrisers       |
| 91            | Hasan Mahmud          | 12 oktober 1999 (23 år)   | Höger   | Högerarmat fast-medium         |                        |
| 90            | Mustafizur Rahman     | 6 september 1995 (27 år)  | Vänster | Vänsterarmat fast-medium       | Comilla Victorians     |
| 59            | Soumya Sarkar         | 25 februari 1993 (29 år)  | Vänster | Högerarmat medium              | Khulna Tigers          |
| 47            | Shoriful Islam        | 3 juni 2001 (21 år)       | Vänster | Vänsterarmat medium-fast       | Chattogram Challengers |
| 99            | Najmul Hossain Shanto | 25 augusti 1998 (24 år)   | Vänster | Högerarmat off-spin            | Fortune Barishal       |
| Reservspelare |                       |                           |         |                                |                        |
| 55            | Mahedi Hasan          | 12 december 1994 (27 år)  | Höger   | Högerarmat off-spin            | Khulna Tigers          |
| —             | Rishad Hossain        | 15 juli 2002 (20 år)      | Höger   | Högerarmat leg break           | Minister Dhaka         |
| 74            | Mohammad Saifuddin    | 1 november 1996 (25 år)   | Vänster | Vänsterarmat fast-medium       | Rajshahi Royals        |
| 1             | Sabbir Rahman         | 22 november 1991 (30 år)  | Höger   | Högerarmat leg break           | Chattogram Challengers |